# Terpsiphone bedfordi
Terpsiphone bedfordi е вид птица от семейство Monarchidae. Видът е почти застрашен от изчезване.

## Разпространение
Видът е разпространен в Демократична република Конго.